# Баштіан Штегер
Баштіан Штегер  (нім. Bastian Steger, 19 березня 1981) — німецький настільний тенісист, олімпійський медаліст.

## Виступи на Олімпіадах
| Олімпіада   | Дисципліна       | Місце |
| ----------- | ---------------- | ----- |
| Лондон 2012 | командний розряд | 3     |
| Ріо 2016    | командний розряд | 3     |

## Зовнішні посилання
- Досьє на sport.references.com [Архівовано 18 грудня 2012 у Wayback Machine.]